# عیسی (شخصیت تاریخی)
شخصیت تاریخی عیسی بازسازی زندگی و تعالیم عیسی ناصری با استفاده از روش تاریخی انتقادی است (در مقایسه با عیسی در نگاه مسیح‌شناسانه دین مسیحیت). تلاش برای بازسازی زندگی عیسی در نظر گرفتن زمینه تاریخی و فرهنگی که او در آن زیست را نیز می‌طلبد.
تقریباً همه محققان مشهور تاریخ باستان معتقد هستند عیسی به لحاظ تاریخی وجود داشته‌است. بازسازی شخصیت تاریخی عیسی بر رساله‌های پولس و انجیل‌ها استوار است، در حالی که چند منبع خارج از کتاب مقدس نیز به موجودیت تاریخی این فرد گواهی می‌دهند. از قرن ۱۸، محققان سه شیوه جداگانه برای شناخت شخصیت تاریخی عیسی پیش گرفتند که هر کدام مشخصه‌های خودش را دارد و بر اساس تحقیقات متفاوتی شکل گرفته‌است.
پژوهشگران دربارهٔ باورها و تعالیم عیسی و نیز دربارهٔ صحت تاریخی انجیل‌ها اختلاف نظر دارند. دو اتفاق مشخص از زندگی عیسی مورد توافق تقریباً همگانی قرار دارد: غسل تعمید عیسی توسط یحیی و تصلیب او به دستور پونتیوس پیلاطس. به‌طور معمول عیسی‌شناسان متفق‌القولند که او یک یهودی اهل جلیل بود و در زمانی زیست که میان یهودیان انتظارات آخرالزمانی وجود داشت. برخی محققان تأکید دارند عیسی برای خود مأموریتی آخرالزمانی قائل بود، اما گروهی دیگر می‌گویند پادشاهی خدای او مفهومی اخلاقی بوده‌است.